# Henri Menier
Pour les articles homonymes, voir Menier.
Henri Émile Anatole Menier, né le 14 juillet 1853 à Paris et mort le 6 septembre 1913 à Vauréal (Val-d'Oise), était un industriel et aventurier français, membre de la famille de chocolatiers Menier. 
Il est le fils d'Émile-Justin Menier et le petit-fils d'Antoine Brutus Menier, fondateur de la chocolaterie Menier.

## Biographie
À la mort de son père en 1881, Henri Menier devient maire de Noisiel, petite ville de Seine-et-Marne, poste qu'il occupera jusque sa mort en 1913. 
En tant qu'aîné de la famille, il est également nommé dirigeant de l'affaire familiale, bien que l'essentiel de la gestion de cette entreprise familiale soit assurée par son frère Gaston Menier. Bénéficiant d'une grande fortune et de revenus importants grâce à la chocolaterie familiale, Henri Menier consacre une grande partie de son temps et de son argent dans les loisirs comme le yachting et la course automobile. 
L'origine de sa grande fortune le fit affubler par Ernestine de Guermantes (1800-1884), comtesse de Dampierre, du sobriquet moqueur de « Baron Cacao »,.
En 1895, Henri Menier achète, pour 125 000 $, l'Île d'Anticosti dans le golfe du Saint-Laurent au Canada pour en faire une réserve de chasse et de pêche personnelle. Il fit construire à Port Menier en 1900 une villa dessinée par l'architecte Stephen Sauvestre appelée par les habitants Château Menier et introduisit de nombreux animaux dont 220 cerfs de Virginie.

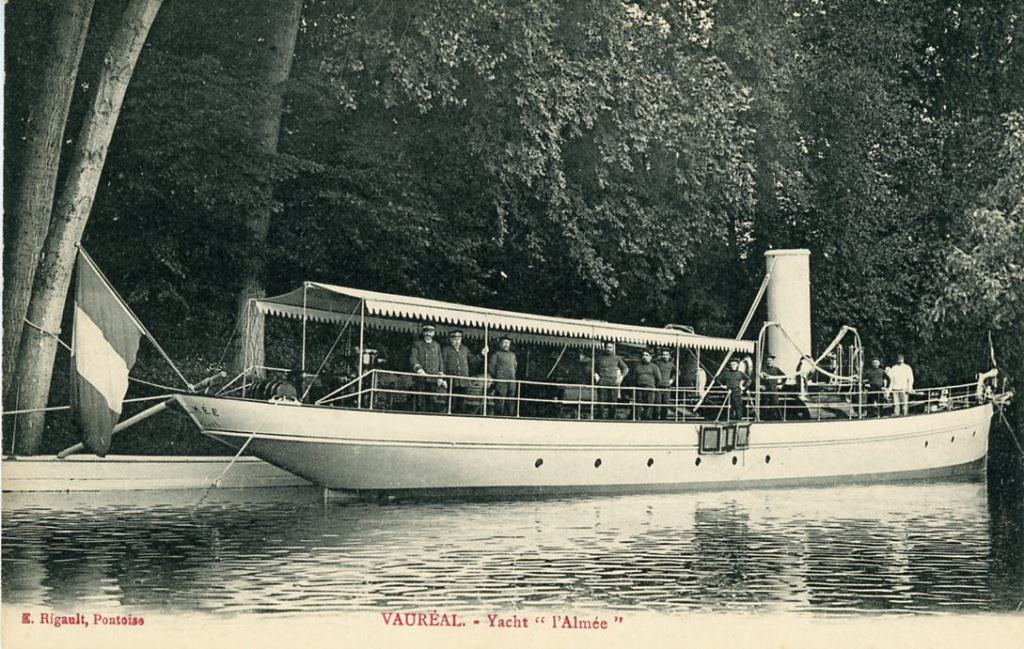
Le yacht L'Almée.

Toujours en 1895, Mathilde Heintz, première compagne d'Henri Menier, fait l'acquisition du château de Vauréal, il en héritera en 1907. L'Oise, qui longe la propriété, lui permet d'y faire stationner son yacht L'Almée.
Le 5 avril 1913, il acquiert judiciairement le domaine et le château de Chenonceau qui est transmis à sa mort en septembre de la même année à son frère Gaston. Les descendants de ce dernier l'ont conservé et entretenu jusqu'à nos jours. 
Henri Menier meurt d'une phtisie pulmonaire dans son château de Vauréal et est enterré au cimetière du Père-Lachaise (67e division). Étant mort sans enfant, c'est son frère Gaston Menier, né à Paris deux ans après lui et sénateur de Seine-et-Marne, qui hérite de ses biens.
Le fonds d'archives d'Henri Menier  est conservé au centre d'archives de la Côte-Nord (Sept-Îles) de la Bibliothèque et Archives nationales du Québec.

## Le développement de l'île d'Anticosti

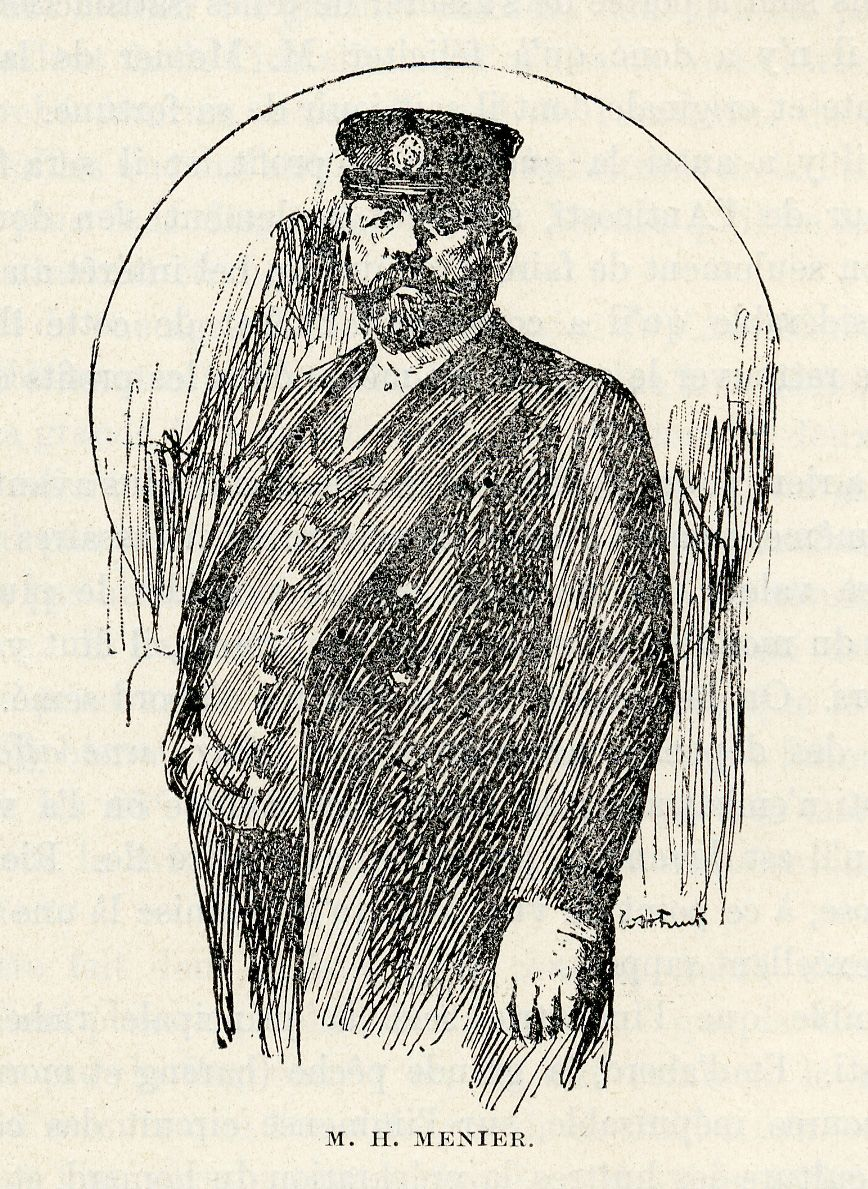

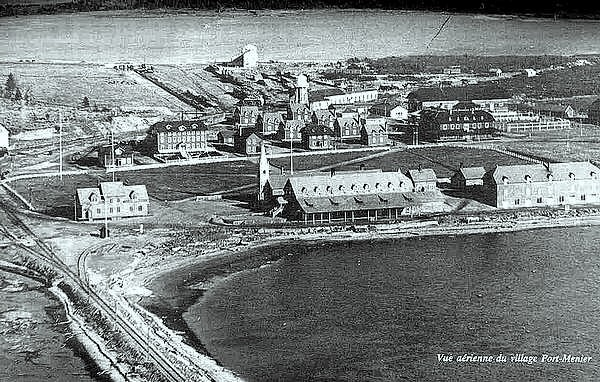
Port-Menier sur l'île d'Anticosti en 1922.

En 1895, Henri Menier a acheté à une compagnie forestière britannique l'île d'Anticosti située a l'embouchure du Fleuve Saint-Laurent au Canada. Originellement possédée par Louis Jolliet, seigneur sous le règne de Louis XIV, l'île s'étend sur 217 km de long et entre 16 et 48 km de large.  Menier y fit construire un chemin de fer de 22 milles pour y acheminer les rondins prélevés dans la forêt vierge d'Anticosti jusqu'à Port-Menier. 
Fondateur de l'unique port de l'île, Menier l'a utilisé pour son entreprise, mais aussi pour sa réserve personnelle de chasse, amenant une large variété d'animaux sauvages natifs du Canada, incluant des renards, des poissons, des caribous, des bisons et des orignaux. Il importa également une harde de 220 cerfs de Virginie qui, sans prédateur naturel, se sont multipliés : ils sont maintenant plus de 100 000. Avec ses 24 rivières peuplées de saumons et de truites, l'île est aujourd'hui un paradis pour la paléontologie, l'observation d'oiseaux, la randonnée pédestre, la pêche et la chasse.

## Évocations

### Iconographie
Une médaille à l'effigie d'Henri Menier, offerte par le personnel des établissements Menier, a été réalisée par le graveur Paulin Tasset en 1881. Un exemplaire en est conservé au musée Carnavalet (ND0359).

### Odonymie
Canada
La rue Henri Menier, située à Sept-Îles une ville de la municipalité régionale de comté de Sept-Rivières, au Québec, a été nommée en son honneur.
Port-Menier, localité de la municipalité de L'Île-d'Anticosti, au Québec doit son nom à son fondateur qui la fit construire à la fin du XIXe siècle. En 1996, la sculpture baptisée Cénotaphe Henri-Menier réalisée par Roger Langevin est érigée à Port-Menier
France
La rue Henri Menier, ainsi que de nombreuses rues portant les noms des membres de la famille Menier, existent encore dans l'ancienne cité ouvrière Menier, située à Noisiel en Seine-et-Marne. Il existe également une rue Menier dans la commune voisine de Vaires-sur-Marne.